# Гундер Бенгтссон
Гундер Бенгтссон (швед. Gunder Bengtsson; 2 лютого 1946, Турсбю — 2 серпня 2019) — шведський футбольний тренер.

## Кар'єра тренера
Бенгтссон грав у різних клубах нижчих ліг Швеції, останнім з яких стало «ІК Браге». У 1974 році він став граючим тренером клубу Sysslebäck BK у шостому дивізіоні, а наприкінці 1970-х років він тренував клуб третього дивізіону третього поділу «Турсбю ІФ».
1981 році Бенгтссон став помічником головного тренера Свена-Йорана Ерікссона в «Гетеборзі». У 1982 році після того, як Ерікссон виграв з командою Кубок УЄФА і покинув клуб заради «Бенфіки», Бенгтссон став головним тренером на кілька місяців і виграв з командою чемпіонат Швеції 1982 року.
Після цього він вирушив до норвезького клубу «Волеренга», з яким став чемпіоном Норвегії у 1983 і 1984 роках, в перерві між якими недовго тренував португальський «Насьонал» (Фуншал), а пізніше знову став головним тренером «Гетеборга», де пропрацював з 1985 по 1987 рік. У першому сезоні клуб став півфіналістом Кубка європейських чемпіонів 1985/86, де після успіху шведів 3:0 у першому матчі з «Барселоною», каталонський клуб зміг вирівняти ситуацію у другому матчі і пройти далі у серії пенальті. На наступний рік «Гетеборг» знову виграв Кубок УЄФА сезону 1986/87, а також чемпіонат Швеції 1987 року.
Після цього Бенгтссон покинув клуб заради «Панатінаїкоса», де працював протягом сезону 1988/89, вигравши з командою Кубок і Суперкубок Греції.
У грудні 1989 року він був призначений головним тренером «Фейєноорда» і став працювати у парі із Пімом Вербеком, оскільки сам Гундер не мав відповідних документів для офіційного призначення на посаду. «Фейєноорд» невдало почав сезон і опинився в нижній частині турнірної таблиці. Він намагався побудувати команду на тонкій системі і нескінченних тренуваннях, але не зміг — у тому ж році «Феєнорд» фінішував одинадцятим. В його другому сезоні в команді результати знову були невтішними, тому в березні 1991 року, після розгромної поразки 0:6 від ПСВ, обидва тренери були звільнені і замінені Вім Янсеном.
Після свого перебування в Нідерландах Бенгтссон в 1992 році повернувся на батьківщину і став тренером «Ергрюте». У 1996 році він очолив ПАОК, а в наступному році — «Аполлон» (Лімасол).
У 2001 році Бенгтссон став тренером норвезького «Молде». Після свого призначення він заявив журналістам, що «Молде» стане найкращим клубом в Норвегії в 2005 році. У травні 2003 року він був звільнений після невдалого початку сезону. Коли Бенгтссон покинув клуб, він сказав, що відчував брак прогресу в клубі. Після цього він пішов з професійного футболу.

## Титули і досягнення
- Чемпіон Швеції (2):

«Гетеборг»: 1982, 1987
- Володар Кубка Швеції (1):

«Гетеборг»: 1981–82
- Чемпіон Норвегії (2):

«Волеренга»: 1983, 1984
- Володар Кубка Греції (1):

«Панатінаїкос»: 1988–89
- Володар Суперкубка Греції (1):

«Панатінаїкос»: 1988
- Володар Кубка УЄФА (1):

«Гетеборг»: 1986–1987